# جورجيا ماي فووت
جورجيا ماي فووت (بالإنجليزية: Georgia May Foote)‏ هي عارضة وممثلة بريطانية، ولدت في 11 فبراير 1991 في بري ‏ في المملكة المتحدة.

## وصلات خارجية
- جورجيا ماي فووت على موقع IMDb (الإنجليزية)
- جورجيا ماي فووت على موقع قاعدة بيانات الفيلم (الإنجليزية)